# Héctor Botero
Héctor Mario Botero (Medellín, 17 januari 1970) is een voormalig profvoetballer uit Colombia. Hij speelde als verdediger en kwam in clubverband onder meer uit voor de Colombiaanse clubs Deportivo Cali, América de Cali en Millonarios.

## Interlandcarrière
Botero speelde in 1995 drie officiële interlands voor Colombia. Net als aanvaller Hamilton Ricard maakte hij onder leiding van bondscoach Hernán Darío Gómez zijn debuut in de vriendschappelijke wedstrijd tegen Australië (0-0) op 8 februari, toen hij na 77 minuten inviel voor Wilmer Cabrera. Vier dagen eerder kwam hij ook in actie voor zijn vaderland, maar dat duel tegen de Hong Kong Selectie (1-3) betrof geen officiële interland. Botero opende in die wedstrijd overigens de score na vier minuten.